# Ieva Pakarklytė

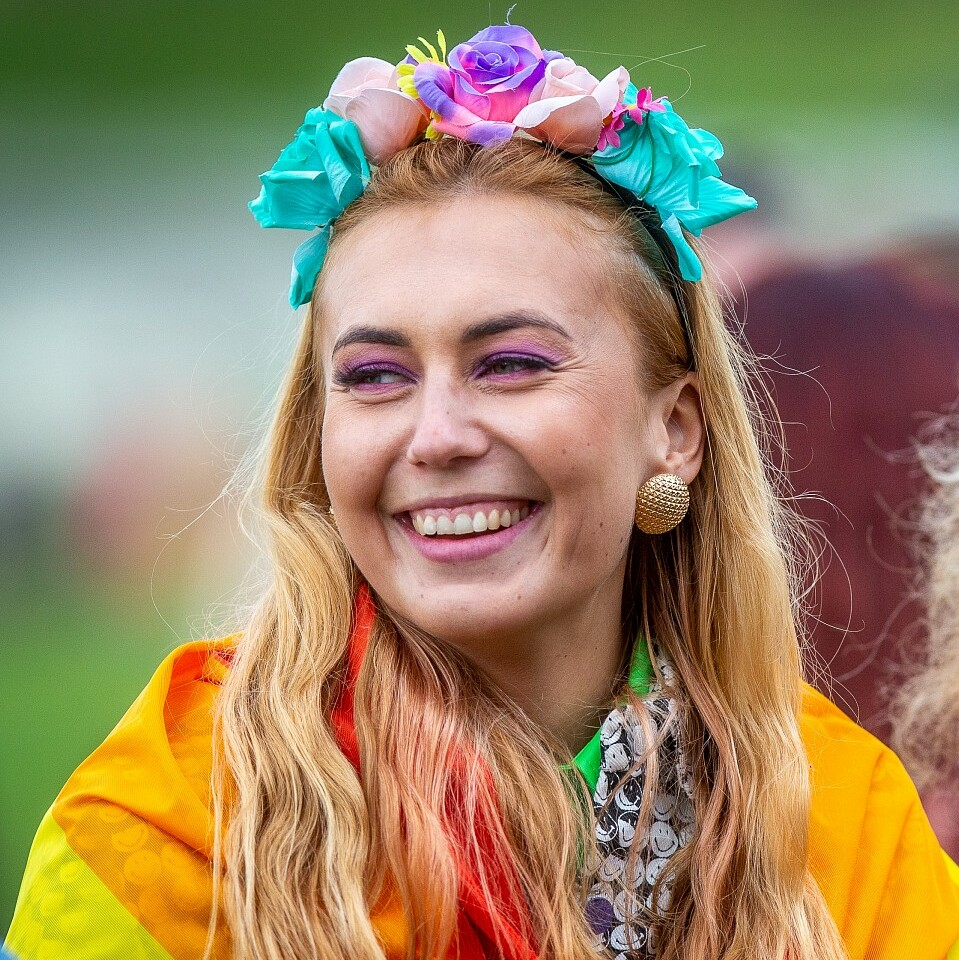

Ieva Pakarklytė (* 24. August 1989 in Šiauliai) ist eine litauische liberale Politikerin. Von 2020 bis 2024 war sie Seimas-Mitglied.

## Leben
Nach dem Abitur an der Mittelschule absolvierte Ieva Pakarklytė von 2008 bis 2012 das Bachelorstudium und von 2012 bis 2014 das Masterstudium der Politikwissenschaft an der Universität Vilnius in der litauischen Hauptstadt Vilnius. Von 2012 bis 2015 arbeitete sie als Gehilfin in der Seimas-Kanzlei. Von 2015 bis 2020 war sie Beraterin von Remigijus Šimašius in der Verwaltung der Stadtgemeinde Vilnius.
Bei der Parlamentswahl in Litauen 2020 war sie Kandidatin der Laisvės partija und wurde Mitglied im 13. Seimas.
Ieva ist verheiratet.